# Orchestre de la Philharmonie de Silésie

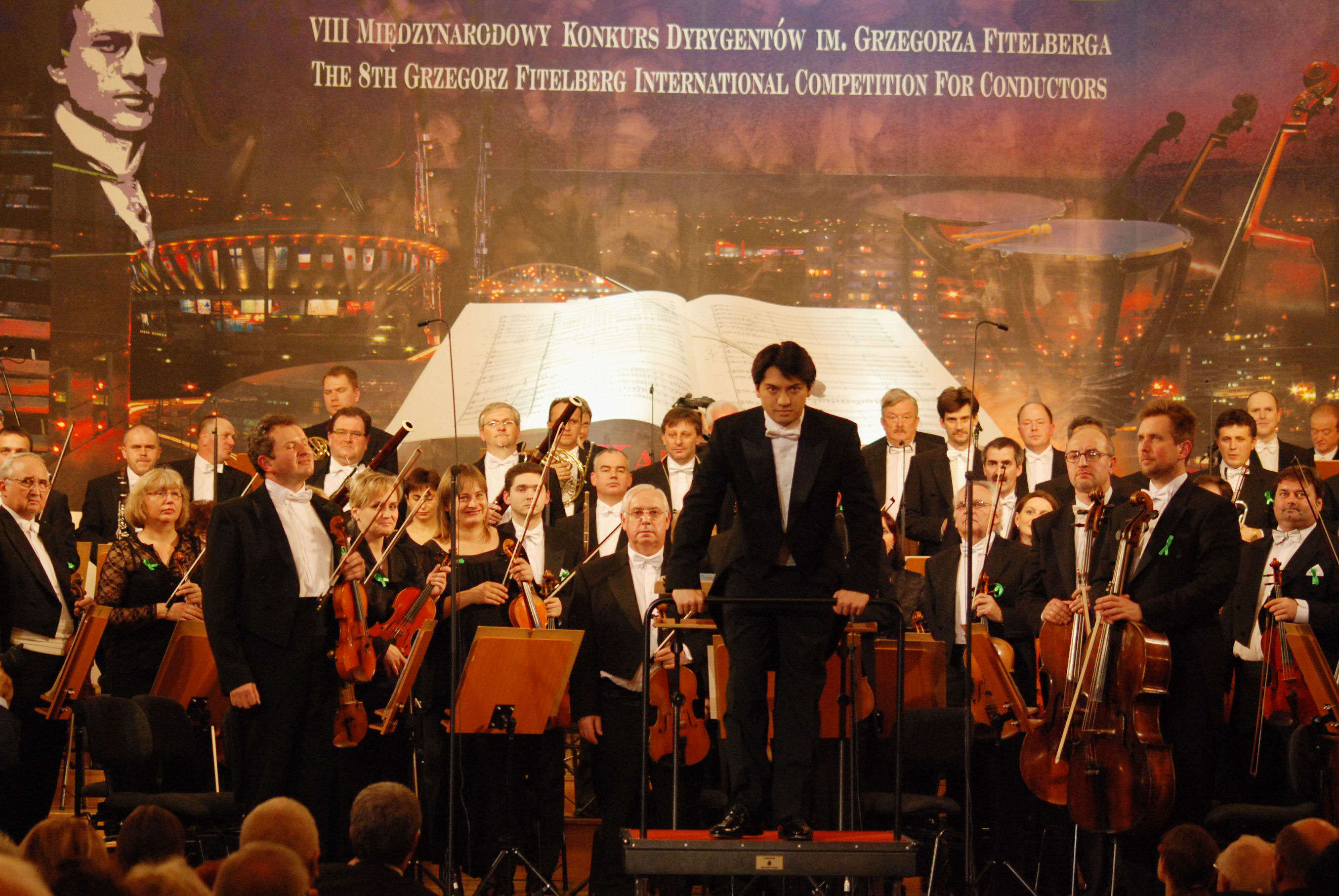
L'Orchestre de la Philharmonie de Silésie à Katowice lors du VIIIe concours international de chefs d'orchestre Grzegorz Fitelberg

L'Orchestre de la Philharmonie de Silésie (polonais : Państwowa Filharmonia Ślaska) est un orchestre philharmonique polonais à Katowice fondé en 1945. Le chœur possède soixante-dix voix dirigé par Jan Wojtacha et un orchestre de chambre dirigé par Aureli Błaszczok, puis par Jan Hawel depuis 1981.

## Chefs  permanents
- Jan Niwiński (1945)
- Witold Krzemieńsski (1945-1949)
- Stanisław Skrowaczeski (1949-1953)
- Karol Stryja (1953-1990)
- Jerzy Swoboda (1990-1998)
- Directeur musical Miroslaw Jacek Błaszczyk (1998- )
- Directeur général Grażyna Szymborska (2001-)